# Pteroglossus
El género Pteroglossus incluye a varias especies de tucanes de la Región Neotropical.

## Lista de especies
- Arasarí marcado (Pteroglossus inscriptus)
- Arasarí verde (Pteroglossus viridis)
- Arasarí cuellirrojo oriental (Pteroglossus bitorquatus)
- Arasarí cuellirrojo occidental (Pteroglossus sturmii)
- Arasarí de Azara (Pteroglossus azara)
- Arasarí caripardo (Pteroglossus castanotis)
- Arasarí cuellinegro (Pteroglossus aracari)
- Arasarí acollarado (Pteroglossus torquatus)
- Arasarí piquinaranja (Pteroglossus frantzii)
- Arasarí de pico rayado / arasarí piquirrayado (Pteroglossus sanguineus)
- Arasarí de pico pálido / arasarí piquipálido (Pteroglossus erythropygius)
- Arasarí fajado (Pteroglossus pluricinctus)
- Arasarí crespo (Pteroglossus beauharnaesii)
- Arasari banana (Pteroglossus bailloni) antes Baillonius bailloni